# بين تي إيبس
بين تي إيبس (بالإنجليزية: Ben T. Epps)‏ هو شخصية أعمال أمريكي، ولد في 20 فبراير 1888 في مقاطعة أوكوني في الولايات المتحدة، وتوفي في 16 أكتوبر 1937 في جورجيا في الولايات المتحدة.